# Земляника виргинская
Земляника виргинская (лат. Fragária virginiana) — травянистое растение, вид рода Земляника семейства Розовые.

## Название
Видовой эпитет научного названия, virginiana, дан растению по месту происхождения. В начале XVII века землянику доставили из североамериканского штата Виргиния.

## Распространение и среда обитания

Ботаническая иллюстрация. Britton, N.L., A. Brown, книга «An illustrated flora of the northern United States, Canada and the British Possessions», 1913 г.

Соответственно своему названию произрастает вдоль атлантического побережья к северу от Мексиканского до Гудзонова залива и от Атлантического океана на запад до реки Миссури.
В Европу вид был интродуцирован в 1623 году. Экзотические растения с крупными ягодами были высажены в Версале ещё до возведения там резиденции французских королей. Созревшие ягоды оказались в полтора — два раза крупнее земляники лесной, но не так вкусны. По вкусу плоды тех первых экземпляров земляники виргинской значительно уступали хорошо известной европейцам земляники лесной и вызывали лишь любопытство посетителей королевского сада.
Опыляется пчелами и мухами, которые предпочитают посещать обоеполые цветки.

## Ботаническое описание

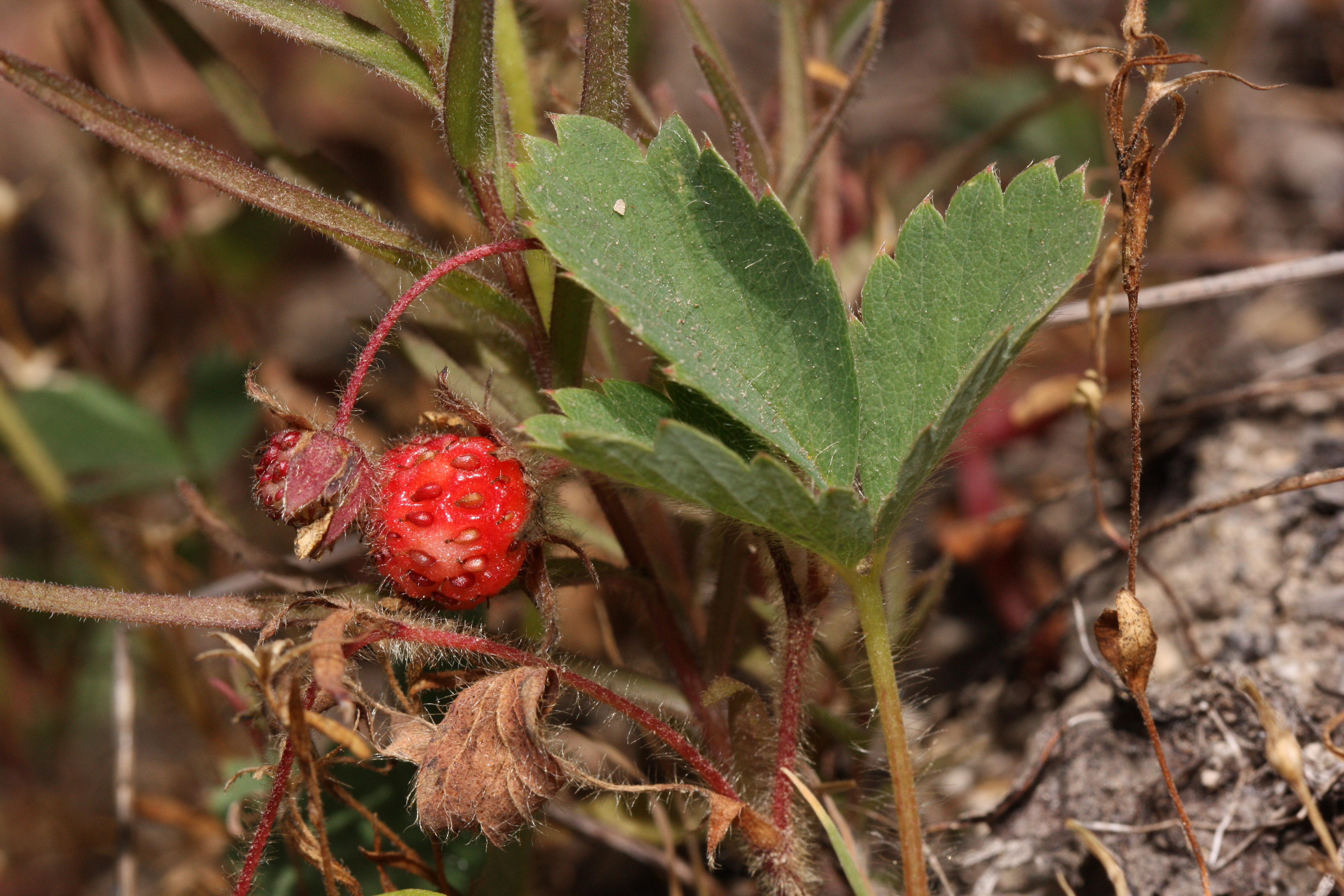
Плоды земляники виргинской

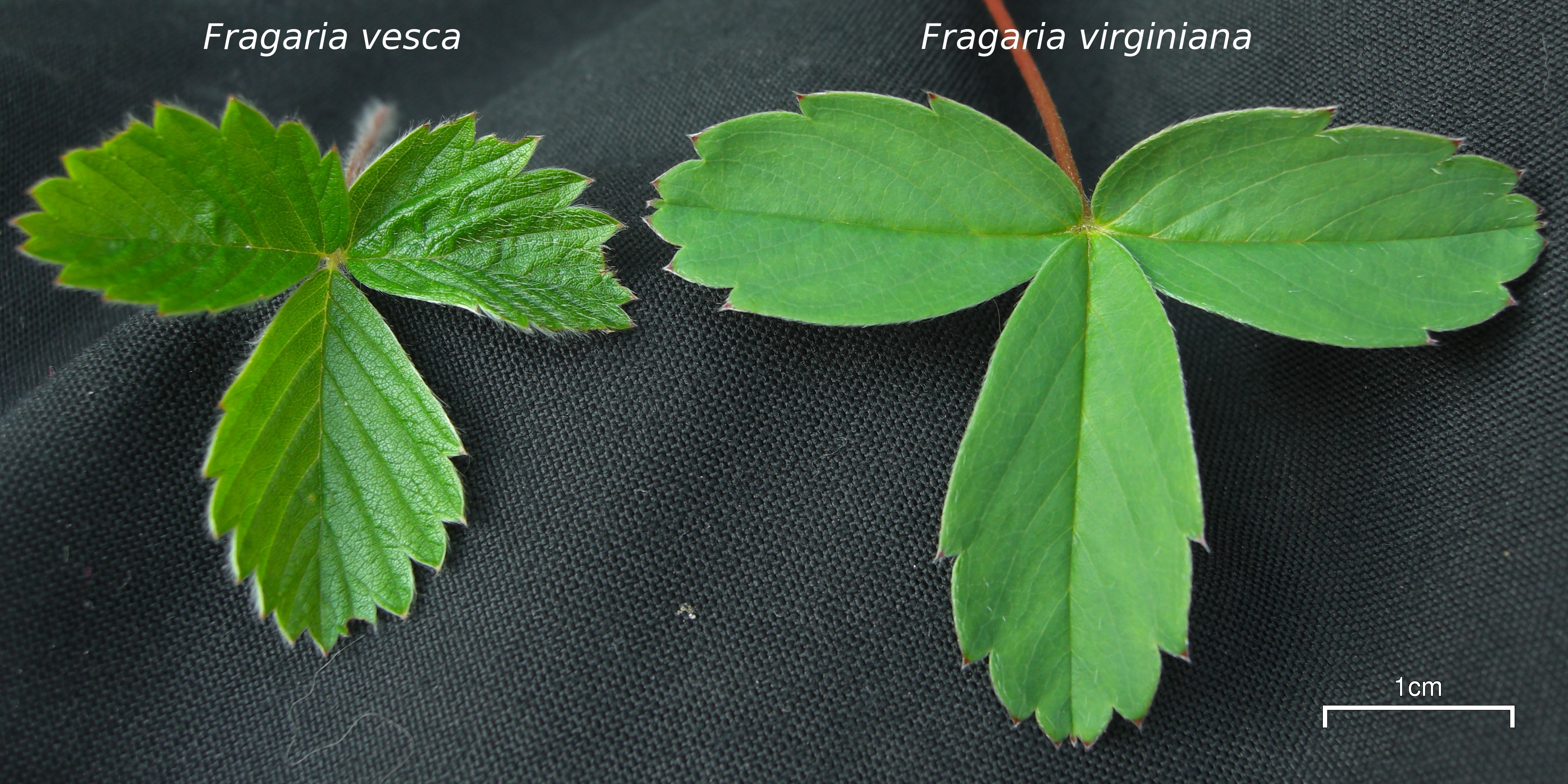
Листья земляники лесной (слева) и земляники виргинской (справа)

Многолетнее травянистое растение, достигающее в высоту 25 см.
Листья тройчатые, большие, тёмно-зелёные, расположены на опушённых длинных черешках. Характеризуется интенсивным побегообразованием.
Соцветие состоит из пяти цветков. Цветки белые. Земляника виргинская — двудомное растение.
Плоды — многоорешки (земляничины), в два раза крупнее, чем у земляники лесной, преимущественно алого цвета, до 2 см в диаметре, чаще конической формы. «Ягоды» легко отделяются от чашечки, созревают одновременно.
Северные популяции земляники виргинской отличаются зимостойкостью и засухоустойчивостью.

## Хозяйственное значение и применение
Пищевое растение. К недостаткам при культивировании относятся мелкоплодность вида, его низкая урожайность, недостаточная транспортабельность, а также слишком интенсивное побегообразование, обуславливающее лишние затраты при уходе за плантациями земляники.
Является одним из родительских таксонов для земляники садовой (Fragaria ×ananassa Duchesne ex Rozier). Легкая отделяемость ягоды от чашечки и одновременное созревание урожая, стойкость к низким температурам и засухе оказались весьма ценными признаками.